# نصر بن مزاحم
أبو الفضل نصر بن مزاحم بن يسار المنقري التميمي (نحو 130 هـ - 212 هـ/748 - 828م): مؤرخ وإخباري عربي. كان زيديًا ثمّ صار إماميًا، مطعون في روايته للحديث. من أهل الكوفة، وسكن بغداد فأخذ عن كبراء الحديث، ثم عاد إلى الكوفة فعمل في التجارة وكان عطارًا. ساند أبي السرايا السَّرِيّ بن منصور الشيباني في ثورته فولاه شؤون السوق بالكوفة.
في الحديث روى عن: الثوري، وشعبة بن الحجاج، عبد العزيز بن سياه الأسدي، وأبي جارود زياد بن منذر، وقيس بن الربيع، وعنبسة بن سعيد بن الضريس. له تصانيف كثيرة في تاريخ عصره وما كان قبله بيسير، منها: صفين، الجمل، النهروان، الغارات، المناقب، مقتل حجر بن عدي، مقتل الحسين، أخبار المختار الثقفي، عين الوردة، أخبار محمد بن إبراهيم وأبي السرايا. ولم يصلنا من كتبه سوى كتاب صفين.أما الكتب الأخرى المفقودة فمنها شذرات محفوظة في بطون الكتب التي اقتبست منها. وقال ابن أبي الحديد عنه: «وهو ثقة، ثبت. صحيح النقل، غير منسوب إلى هوى».
من أساتذة نصر بن مزاحم في الأخبار: المؤرخ الشهير محمد بن إسحاق وهو أكبر مشايخه،وسيف بن عمر وهو أشهر أساتذته،وأبي مخنف لوط بن يحيى وكان نصر يقول حدثني رجل حتى لا يُعرف أبو مخنف، وكان أحياناً يروي صراحة عنه.وهو في التاريخ من طبقة الواقدي والمدائني، وقد عده ابن النديم في طبقة وأقران أبو مخنف.وبدأ نصر السماع نحو سنة 150 هـ، وكبار مشايخه هم: فطر بن خليفة،ومسعر بن كدام، ومعروف بن خربوذ،ويونس بن أبي إسحاق، والأخباري المعمر أبو بكر الهذلي (ت 159 هـ).وأشهر تلامذة نصر: الشاعر والأديب دعبل الخزاعي،والمؤرخ ابن زبالة.
وقد نقل مؤلفات نصر بن مزاحم جماعة من المؤرخين فأعتمد على كتابه (كتاب الجمل) الذي تناول أحداث وقعة الجمل أبو جعفر محمد بن جرير الطبري المتوفى سنة 310 هـ. ووضع رواياته هذه مع الروايات الأخرى التي أخذها عن السرى عن شعيب عن سيف بن عمر الأسدي، وهو سند نصر بن مزاحم بنفس الوقت.

## رأي العلماء فيه

### أهل الحديث
- أحمد بن علي النجاشي: «مستقيم الطريقة، صالح الامر، غير أنه يروي عن الضعفاء. كتبه حسان، منها: كتاب الجمل».[35]
- أبو أحمد بن عدي الجرجاني: «أحاديثه غالبها غير محفوظة».[36]
- أبو جعفر العقيلي: «كان يذهب إلي التشيع وفي حديثه اضطراب وخطأ كثير».[37]
- أبو حاتم الرازي: «واهي الحديث، متروك الحديث، لا يكتب حديثه، كان شبه عريف، مات قبل دخولنا الكوفة».[38]
- أابن حبان: «ذكره في الثقات».[39]
- أبو يعلى الخليلي:«ضعفه الحفاظ جدًا».[40]
- أبو إسحاق الجوزجاني :« كان زائغا عن الحق مائلا».[41]
- الدارقطني : «ذكره في الضعفاء».[42]
- الذهبي : «رافضي جلد، تركوه».[43]
- أبو خيثمة : كان كذابا.[44]
- صالح بن محمد جزرة :« يروي عن الضعفاء أحاديث مناكير».[45]
- العجلي: «كان رافضياً غالياً، وكان على السوق أمام أبي السرايا. ليس بثقة، ولا مأمون».[46]

### أهل العلوم
- ابن أبي الحديد: «فهو ثقة، ثبت. صحيح النقل، غير منسوب إلى هوى».[9]
- ياقوت الحموي: «نصر بن مزاحم أبو الفضل المنقري الكوفي: كان عارفا بالتاريخ والأخبار، وهو شيعي من الغلاة جلدُ في ذلك».[47]
- جواد علي: «ولنصر بن مزاحم مؤلفات قيمة تناولت الأحداث التي وقعت في العراق، وهو ثقة فيها وقد نقل عن مؤلفاته جماعة من المؤرخين ... ونصر بن مزاحم راوية من رواة أهل الكوفة من الطبقة الممتازة وقد فقدت أكثر مؤلفاته مع الأسف، وإن كانت لا تزال بعض قطع منها محفوظة في بطون الكتب التي اقتبست منها».[34]

## مؤلفاته
- صفين.
- الجمل.
- نهروان.
- الغارات.
- مقتل الحسين.
- مقتل حجر بن عدي.
- عين الوردة.
- أخبار المختار الثقفي.
- أخبار محمد بن إبراهيم وأبو السرايا.
- مناقب الأئمة.